# Yo Mama's Last Supper
Yo Mama's Last Supper (česky Poslední večeře tvý mámy) je umělecké dílo, které v roce 1996 vytvořila jamajsko-americká umělkyně Renee Coxová. Velkou fotografickou montáž tvoří pět čtvercových panelů o straně měřících necelých 79 cm. Na panelech jsou fotografie zachycující 11 černochů, bílého Jidáše a nahou černošku (autoportrét umělkyně), kteří pózují v imitaci obrazu Leonarda da Vinciho Poslední večeře z roku 1490. Coxová je zobrazena na prostředním panelu nahá a stojící za stolem s jídlem, s rozpaženýma rukama a dlaněmi otočenými vzhůru, jako Ježíš. Zbylé panely zachycují vždy po třech mužských apoštolech v různé míře nepozornosti; jeden z nich je oblečen jako jeptiška.

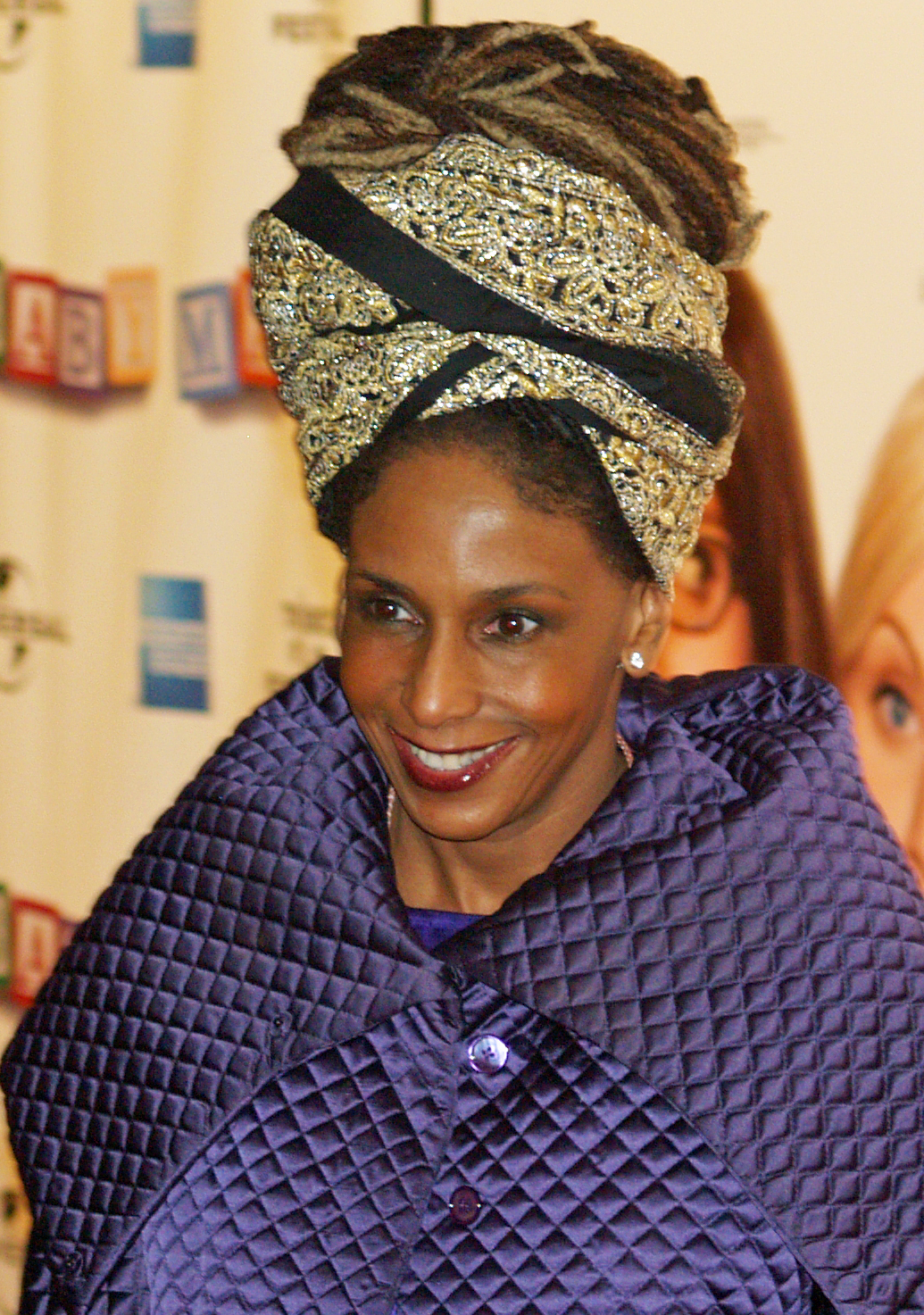
Autorka fotografie Renee Coxová

V roce 2001 bylo dílo vystaveno v Brooklynském muzeu jako součást výstavy nazvané Committed to the Image: Contemporary Black Photographers (česky: Oddáni obrazu: Současní černošští fotografové). Newyorský starosta Rudy Giuliani byl dílem pohoršen a vyzval k vytvoření komise, která by stanovila normy slušnosti pro veškeré umění vystavované ve veřejně financovaných muzeích ve městě. Dílo bylo také součástí dalších výstav o uměleckém ztvárnění Poslední večeře, například v The Aldrich Contemporary Art Museum v Ridgefieldu v Connecticutu, v Oratoři svatého Ludovika, katolickém kostele ze 17. století v italských Benátkách či v galerii v indonéské Jakartě. 